# Кріс Норман
Кріс Но́рман (англ. Chris Norman, повне ім'я Крістофер Во́рд Но́рман, англ. Christopher Ward Norman; нар. 25 жовтня 1950, Редкар, Північний Йоркшир) — британський гітарист і співак, композитор й мультиінструменталіст. У 1975—1986 роках соліст гурту «Smokie».

## Біографія

### Дитинство та юність
Його батьки і не підозрювали, що дають початок кар'єрі майбутній зірці шоу-бізнесу, коли він в три роки вперше вийшов на сцену у фіналі шоу, в якому брали участь його батьки. Норман з дитинства звик до сцени і частих переїздів — батьки майбутньої рок-зірки були артистами у другому поколінні і раз у раз переїжджали з місця на місце в межах графства Йоркшир (ще його бабуся і дідусь виступали по шпиталях Англії в часи Першої світової війни).
Коли Крісу виповнилося 7 років, батько подарував йому першу гітару, яка тоді мала розмір відповідний до його росту. Це були часи народження рок-н-ролу, і Кріс, як і багато його однолітків, був захоплений цією музикою. Особливий вплив на юного музиканта мали Елвіс Преслі, Літл Річард і Лонні Донеган. Будучи підлітком, Кріс разом з батьками об'їздив всю країну, внаслідок чого він навчався в дев'яти різних школах. Сім'я проживала в різних містах Англії: Редкарі, Лутоні, Кімптоні та Ноттінгемі. У 1962 році родина повернулася назад до рідного міста матері Нормана — Бредфорда. Напередодні свого дванадцятиріччя, Норман вступив до гімназії Св. Беда (англ. St. Bede's Grammar School) де пізніше познайомився з Аланом Сілсоном і Террі Еттлі, майбутніми членами гурту Smokie.
У 1965 році Норман покинув школу — він ніколи не був особливо старанним учнем. Захоплення музикою переважило всі інші його прагнення. Він так і не став добропорядним службовцем, яким його хотіли бачити батьки. Наприкінці 1960-х Кріс зібрав зі своїми шкільними друзями гурт і вирушив грати по клубах.
Бувши підлітками, вони перебували під значним музичним впливом таких знаменитостей, як The Beatles, The Rolling Stones і фолк-співак Боб Ділан. Норман і Сілсон почали тісно співпрацювати і майже весь вільний час витрачали на виу́чування нових пісень на гітарах. Їм вдалося переконати Террі Аттлі приєднатися до них і, разом з їх другом барабанщиком Роном Келлі вони створили свою першу групу. Їх група послідовно мала назви «Yen», «Sphinx», «Essence» та «Long Side Down», перш ніж вони зупинили свій вибір на назві «Elizabethans»

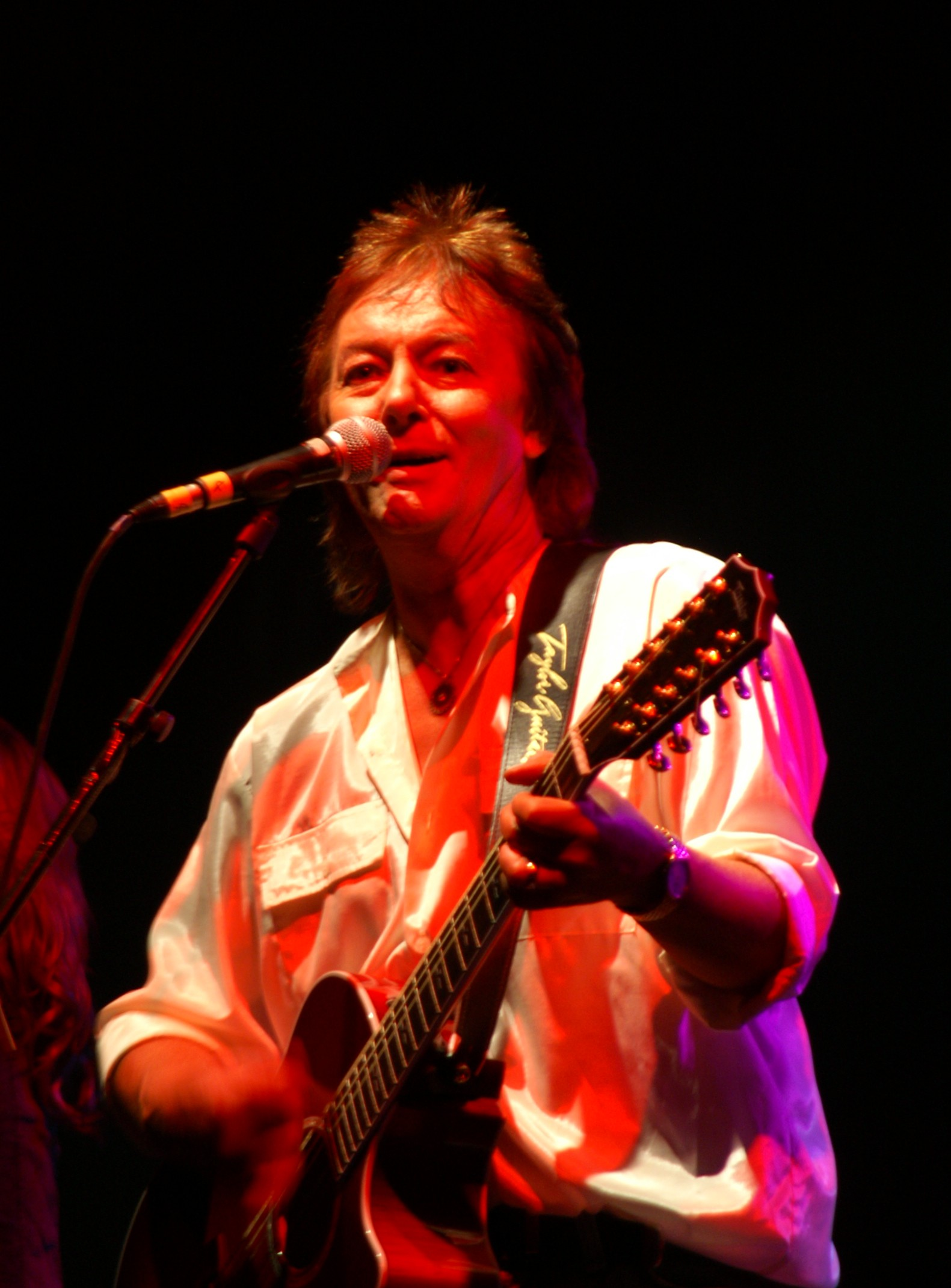
Кріс Норман на концерті в Ерфурті (грудень 2008)

### Сольна кар'єра
В середині 1980-х років майже забутий Кріс Норман починає співпрацювати з відомим німецьким музичним продюсером, композитором, автором текстів і виконавцем Дітером Боленом (творець проєктів: Modern Talking, Blue System, CCCatch тощо). На студії BMG Кріс записує сольний альбом з новими піснями, написаними, власне Боленом. З піснею «Midnight Lady» Норман знову підкорює музичний Олімп, піднявшись на перше місце в майже всіх європейських чартах. Усі інші пісні з нового альбому також потрапили до першої трійки або десятки.

### Особисте життя
Норман познайомився зі своєю дружиною Ліндою в 1967 році в містечку Елгін, Шотландія і одружився 16 березня 1970 року. Лінда Норман — незмінна дружина знаменитого музиканта — подарувала йому п'ятьох дітей: Брайана, Пола, Майкла, Стівена та Сьюзен Джейн. Є також старша дочка Шерон, від жінки, з якою Кріс зустрічався до знайомства з Ліндою. Завдяки цьому факту Кріс Норман увійшов до світової п'ятірки багатодітних музикантів-батьків.
Протягом останніх понад 20 років Кріс і Лінда разом живуть на острові Мен. Подружжя також мають чотирьох онуків: Даніеля, Джека, Тома та Бена. Даніель також живе на острові Мен, а Джек, Том і Бен живуть в Англії.

## Дискографія[5]

### Сольні альбоми
- 1982 Rock Away Your Teardrops
- 1986 Some Hearts Are Diamonds
- 1987 Different Shades
- 1989 Break the Ice
- 1991 The Interchange
- 1992 The Growing Years
- 1993 Jealous Heart
- 1994 The Album
- 1994 Screaming Love Album
- 1995 Every Little Thing
- 1995 Reflections
- 1997 Into the Night
- 1997 Christmas Together
- 1999 Full Circle
- 2000 Love Songs
- 2001 Breathe Me In
- 2003 Handmade
- 2004 Break Away
- 2005 One Acoustic Evening — CD & DVD (Live at the Private Music Club/Live in Vienna)
- 2006 Million Miles
- 2006 Coming Home
- 2007 Close Up
- 2009 The Hits! From His Smokie And Solo Years
- 2009 The Hits! Tour — Live at the Tempodrom, Berlin. (Deutschland) DVD
- 2009 The Hits! Tour — Live at the Tempodrom, Berlin. (Dänemark) DVD
- 2011 Time Traveller
- 2011 Time Traveller Tour Live in Concert — Germany DVD
- 2013 There and Back

### Альбоми у складі гурту «Smokie»
- 1975 Changing all the time
- 1975 Pass it around
- 1976 Bravo präsentiert: Smokie (Germany)
- 1976 Midnight Café
- 1976 Smokie
- 1977 Bright Lights & Back Alleys
- 1977 Greatest Hits
- 1978 The Montreux Album
- 1979 The Other Side of the Road
- 1980 Greatest Hits Vol. 2
- 1981 Smokie-The Very Best of Smokie
- 1981 Solid Ground
- 1982 Die großen Erfolge einer Supergruppe (Germany)
- 1982 Midnight Delight
- 1982 Strangers in Paradise
- 1990 Smokie Forever
- 1994 The Collection — Komplett 'B' platten 1975-78 (Germany)
- 1998 The Concert — Von 1978 Essen's Grugahalle (Germany) — Recorded «Live» for the Smokie film

### Сингли
- 1978 Stumblin' In
- 1982 Hey baby
- 1983 Love is a battlefield
- 1984 My girl and me
- 1986 Midnight lady
- 1986 Some hearts are diamonds
- 1987 No arms can ever hold you
- 1987 Sarah
- 1988 Broken heroes
- 1988 I want to be needed
- 1988 Ordinary heart
- 1988 Wings of love
- 1989 Back again
- 1989 Keep the candle burning
- 1991 If you need my love tonight
- 1992 I need your love
- 1993 Come together
- 1993 Goodbye Lady Blue
- 1993 Growing Years
- 1993 Jealous Heart
- 1994 As good as it gets
- 1994 I need your love
- 1994 Wild wild angel
- 1995 Goodbye Lady Blue
- 1995 Obsession
- 1995 Red hot screaming love (D)
- 1995 Red hot screaming love (UK)
- 1996 Fearless Hearts
- 1996 Reflections of my life
- 1996 Under your spell
- 1997 Baby I miss you
- 1997 Into the night
- 1999 Oh Carol
- 2000 Mexican Girl
- 2002 Ich Mache Meine Augen Zu
- 2003 Keep talking
- 2004 Amazing
- 2004 Only You
- 2004 Too Much /Without Your Love
- 2006 Without Your Love (UK)
- 2009 Endless Night
- 2011 Chasing Cars